# Турбек
Турбе́к (рос. Турбек, башк. Түрбейек) — присілок у складі Дюртюлинського району Башкортостану, Росія. Входить до складу Староянтузовської сільської ради.
Населення — 187 осіб (2010; 184 2002).
Національний склад:
- марійці — 78 %